# Saswitha
Saswitha (Sint Annaparochie, 3 september 1901 – 1 juli 1988), geboren als Josia Rijks, was een Nederlands yogaleraar.

## Biografie
Rijks werd in 1901 geboren als zoon van de godsdienstleraar Josia Rijks en Wilhelmina Johanna van den Hoek. Zijn vader werd in 1911 als predikant uitgezonden naar het toenmalig Nederlands-Indië.
In Nederlands-Indië kreeg Rijks het lagere schoolonderwijs grotendeels thuis van zijn moeder en het laatste jaar volgde hij aan de Europees-Hollandse school in Manado. Daarna ging hij naar de bestuurschool waarop (ook) inlandse kinderen van aanzienlijke afkomst zaten. Na de Eerste Wereldoorlog keerde het gezin terug naar Nederland. Zijn vader werd aangesteld als voorganger van de Hollands-Vlaamse Evangelisatie-Gemeente in Roubaix. Rijks keerde na verloop van tijd terug naar Nederlands Indië. Rijks had veel belangstelling voor godsdienstige en levensbeschouwelijke onderwerpen.
In Nederlands Indië vervulde Rijks verschillende baantjes. Hij werkte onder andere bij een verzekeringsbedrijf en op koffie-, thee- en rubberplantages. In India bestudeerde hij het hindoeïsme, het boeddhisme. Hij verdiepte zich in de Bhagavad gita, de Upanishads en de I Tjing. Hij sloot zich een tijdje aan bij de Brahmanen. Op grond van deze ervaringen schreef hij Tapas: op zoek naar het innerlijk van de mens. Hij verdiepte zich ook in Chinese feesten en gebruiken en in zen.
Net voor de Tweede Wereldoorlog, in 1938, ging hij de naam Saswitha ("levend water") gebruiken. Toen de oorlog uitbrak trad hij in dienst bij de medische staf van het leger en stond hij soldaten van verschillende religieuze achtergrond bij met geestelijke hulp. De ervaringen die hij hier opdeed met betrekking tot de dood en het stervensproces zouden later in 1974 de inspiratiebron vormen voor zijn boek Dood gaan, dood zijn.
Saswitha werd tijdens de Tweede Wereldoorlog door de Japanners gevangengenomen en hij zou uiteindelijk drieënhalf jaar worden geïnterneerd in verschillende kampen, waaronder als laatste het interneringskamp van Cimahi op West-Java. Zijn kampervaringen inspireerden hem tot wat wel als zijn belangrijkste boek wordt beschouwd: Swabhawat, de korte weg tot wijsheid.

## Swabhawat
Na het einde van de oorlog kon hij als Nederlander niet meer in Indonesië blijven en hij keerde in 1946 terug naar Nederland.Hij besloot daarom een school voor Oosterse geesteswetenschap, psychische begeleiding en magnetiseren op te zetten en in 1948 voltooide hij de eerste versie van Swabhawat, dat toen de vorm had van een leerboek voor algemene wijsbegeerte. De publicatie van zijn hoofdwerk, Swabhawat, de korte weg tot wijsheid, voltooide hij uiteindelijk in 1971. Swabhawat zou ontleend zijn aan de Stanza's van Dzyan. Swabhawat zou vertaald kunnen worden als het veranderlijke van het onveranderlijke.

## Yogascholen
In 1953 introduceerde hij een eigen yogasysteem - op enig moment Saswitha-yoga genoemd - dat is gebaseerd op hatha yoga. Zijn aanpassingen hadden als uitgangspunt dat Westerlingen doorgaans stijver zijn dan Oosterlingen, en er ook een jachtiger levensstijl op na houden. Hij legde de nadruk op bewegingsvormen, waarbij balspelen en een yogaplank werden gebruikt. De Saswitha's yogastijl is naast hatha yoga, gebaseerd op een dynamisch yogasysteem dat enkele eeuwen geleden is ontworpen in Tibet en dat aangepast was aan het koude klimaat van dat land.
In 1969 werd de beroepsvereniging Saswitha Yoga Vereniging van Yogaleerkrachten opgericht, waarvan Saswitha adviseur werd. In 1976 werd de Saswitha Stichting voor Yoga en Wijsbegeerte opgericht. Er werd hierbij gekozen voor een meer verzelfstandigde vorm van de opleiding, waarbij hij zelf toetrad als directeur met onderwijs als verantwoordelijkheidsgebied. Saswitha gaf de stichting toestemming zijn naam te gebruiken zolang de Kleine Swabhawat als basis van de opleiding diende.

## Scheuring
Een jaar later, in 1977 werd de opleiding van Scheveningen naar Rotterdam verplaatst. Bij de vereniging en stichting ontstond er gaandeweg steeds minder interesse voor de religieus-filosofische benadering. In 1983 kwam het tot een conflict met de stichting. Saswitha en enkele andere leerkrachten vertrokken. De overgebleven leraar hervormde de stichting van een Swabhawat-georiënteerde naar een marktgeoriënteerde yogalerarenopleiding. Hij voerde een doelgroepenbeleid in waarbij hij zich richtte op onder andere het bedrijfsleven, zwangere vrouwen, gehandicapten en ouderen, en werkte hij met specialisaties voor yogaleraren. De Saswitha Opleiding voor Yoga en Wijsbegeerte bestaat nog steeds. Van de Swabhawat-filosofie zijn nog enkele elementen behouden gebleven.
Rijks trouwde in 1955 in Den Haag met Elisabeth Maria van der Drift. Zij overleed in maart 1967.